# Gonzanamá
Gonzanamá – miasto w Ekwadorze, w prowincji Loja, siedziba kontonu Gonzanamá.